# 倫龐島
倫龐島是印度尼西亞廖內群島省的島嶼，屬於廖內群島的一部分，位於巴淡島東南2.5公里，由巴淡市管轄，面積165.83平方公里，海岸線長度78.8公里，最高點海拔高度150米。
0°42′N 104°13′E / 0.700°N 104.217°E